# Alan Wilson
Alan Christie Wilson (Boston, 4 de julho de 1943 — Topanga Canyon, 3 de setembro de 1970) foi o líder, vocalista e principal compositor da banda de blues estadunidense Canned Heat.

## Biografia
Nascido em 4 de julho de 1943, Wilson foi o segundo filho de Jack Wilson e Shirley Brigham Wilson. Seus pais se divorciaram quando ele tinha quatro anos e ele e sua irmã, Darrel, permaneceram em sua casa em Arlington, Massachusetts, com seu pai e sua avó materna, Julia Brigham. Jack se casou com sua segunda esposa, Barbara. Barbara e Jack levantaram Alan e Darrell junto com os três filhos que tinham juntos. Shirley também remarried e levantou três filhas com seu marido, Joe Konecny. Em 1954, Shirley mudou-se para o estado de Nova York, e permaneceu em contato com Alan, Darrell e a família Wilson, visitando de um lado para outro ao longo dos anos. A inteligência excepcional de Alan era óbvia em uma idade jovem. Suas inclinações musicais tornaram-se aparentes quando Barbara comprou-lhe um registro do jazz, e começou imediatamente analisar o que ouviu. Ele aprendeu a tocar trombone e ensinou amigos a tocar as outras partes instrumentais dos arranjos.
Como um adolescente, ele tocou trombone em uma banda de jazz que ele formou chamado Crescent City. Foi o início de uma vida inteira de erudição musical e proezas instrumentais. Ele compartilhou seu interesse em jazz durante as visitas de verão com Joe e Shirley, trazendo seus LPs favoritos para desfrutar. Shirley e Joe tocaram piano e Joe ensinou música vocal e instrumental no distrito escolar local. 
Em 1961, Alan frequentou a Universidade de Boston depois de se formar na escola secundária. Seus acadêmicos ganharam-lhe uma bolsa de mérito nacional e uma bolsa de estudos da cidade de Arlington.

## Carreira
Embora suas explorações musicais começaram com o trombone e se concentraram principalmente na música instrumental de jazz, Wilson logo descobriu o gênero relacionado de blues. O primeiro álbum de blues que o moveu profundamente foi um Muddy Waters LP, que ele apreciou pelo poder e autenticidade dos vocais, bem como a guitarra slide e harmônica. Ele começou a ensinar a si mesmo esses dois instrumentos. Ao longo dos anos, ele desenvolveu um interesse em outros gêneros, incluindo formas asiáticas, gospel afro-americano, música clássica, rock e pop, entre outros, mas sua forma primária de expressão musical era o blues. Eventualmente ele desistiria do trombone, e se concentraria na guitarra e na gaita. Embora a voz de Alan cantando incomum seria aparente na canção tema não oficial do Woodstock Festival, "Going up Country", algumas de suas primeiras tentativas de canto ocorreu atrás de uma porta fechada do quarto em casa. Quando um membro da família o ouviu, ficou envergonhado. Com um estilo que tomou a sua sugestão do cantor de tons azuis alto Skip James, os vocais de Alan acabariam fazendo as canções de Canned Heat instantaneamente reconhecíveis. Depois de um ano e meio, ansioso para tocar música em vez de estudar, ele deixou a escola e foi trabalhar com seu pai como pedreiro e ocasionalmente dava aulas de guitarra ou gaita. Foi um momento emocionante, pois Alan estava imerso no ambiente fértil do "renascimento popular" que estava acontecendo em Cambridge, Massachusetts, no início dos anos 60. Nessa época, o interesse de Alan pelos blues levou a sua participação no renascimento de velhos artistas de blues e sua música. Quando o recém-descoberto bluesman Booker White tocou uma série de shows em Cambridge, Wilson aproveitou a oportunidade para entrevistá-lo.  White aprendeu que o bluesman seminal dos anos 20, Son House, professor de Robert Johnson e Muddy Waters, ainda estava vivo. Como resultado desta entrevista, os esforços para localizar o Son House foram bem sucedidos. 
Quando Son House chegou a Cambridge, Alan ajudou a ressuscitar partes de guitarra e músicas que o homem não tinha tocado em décadas, devido ao seu declínio no alcoolismo. Graças a grande parte à assistência e inspiração de Alan, House gravou um álbum clássico para a gravadora Columbia e teve uma carreira de sucesso para o público "blues revival". Alan apareceria mais tarde em dois álbuns da House, "Father of the Delta Blues" e "Delta Blues and Spirituals", tocando gaita e guitarra.
Outra figura envolvida nesta cena foi o peculiar, iconoclasta guitarrista John Fahey, que tinha estado envolvido nas redescobertas de Skip James e Booker White. Em anos posteriores, ele se tornaria conhecido como um dos fundadores do estilo de guitarra "American Primitive". Em 1965, Alan estava ouvindo os discos de Fahey e, em um show em Cambridge, os dois iniciaram uma amizade que mudaria a vida de Alan.
Fahey estava participando da UCLA e escrevendo uma tese sobre Charlie Patton, que hoje é conhecido como o "pai do blues Delta". Reconhecendo o interesse de Alan, ele pediu Alan para acompanhá-lo de volta à Califórnia para ajudá-lo com a teoria musical e notação para a tese em troca de alojamento e alimentação. Alan aceitou a oferta e mudou-se para Los Angles com Fahey.
Na viagem, Wilson deixou seus óculos em Massachusetts. Devido à sua má visão, Fahey começou a chamá-lo de "Blind Al", no estilo de músicos cegos antigos como Blind Lemon Jefferson, Blind Willie Johnson, Blind Blake, e assim por diante. Eventualmente, devido às características redondas de Alan, combinadas com sua natureza acadêmica, o nome se tornou "Blind Owl". Transformando-se o moniker dos azuis de Alan

## Canned Heat
Em Los Angeles, Fahey apresentou Wilson a um gerente de loja de discos chamado Bob Hite, que tinha um conhecimento enciclopédico de música e uma coleção de discos que alguns chamaram de um dos maiores do mundo na época. Hite cantou o blues em um estilo "belter" clássico comparável ao de Big Joe Turner. Ele era um complemento musical natural para Alan. Os dois homens não poderiam ter sido mais diferentes, no entanto, em termos de suas personalidades. Hite era alto e extrovertido; Wilson estava calado e introvertido. Alan era o criador meticuloso da música; Bob era o showman mais de topo. Sua parceria, entretanto, forneceu um balance improvável, e era a química básica para o calor enlatado.
Hite e Wilson decidiram formar um grupo junto com Fahey. Quando alguém propôs a ideia da guitarra elétrica, Fahey perdeu o interesse, e seria substituído por uma pequena sucessão de guitarristas elétricos culminando com Henry Vestine. Com influências de Albert King, Albert Collins, BB King e outros mestres, Vestine fez sua guitarra falar uma linguagem de blues psicodélico que se encaixam perfeitamente com o conceito de Wilson para a banda ea música da época.
A banda decidiu se nomear após um registro obscuro por bluesman da década de 1920 Tommy Johnson. Assim, eles foram originalmente "The Canned Heat Blues Band", mas depois de descobrir que o interesse local no blues foi morna na melhor das hipóteses, decidiu encurtar isso para "Canned Heat". Com uma programação de Hite nos vocais, Wilson no gargalo, guitarra rítmica , E harmônica, e Vestine na guitarra de chumbo, eles foram feitos completos pelo baixista Larry Taylor eo baterista Frank Cook. Nesta encarnação, eles jogaram eventos de fraternidade locais, festas privadas e coisas do género. Eventualmente, eles tocaram uma festa onde chamaram a atenção do agente de Hollywood Skip Taylor, que se tornou seu gerente.
Em 1966, a banda tinha gravado um lote de demos para R & B produtor Johnny Otis. Por enquanto, as músicas foram arquivadas e, eventualmente, seriam lançadas na Janus Records em 1970 como Vintage Heat. Mas seu primeiro lançamento oficial do LP veio quando Skip Taylor conseguiu um contrato de gravação com a Liberty Records.
O álbum, Canned Heat, permaneceu fiel às raízes de blues da banda, apresentando material que remonta à década de 1920 em um formato de banda elétrica moderna. Ele incluiu canções como "Big Road Blues", "Catfish Blues", e "Rollin 'e Tumblin'". O único item com os vocais de Wilson foi uma versão de "Help Me" de Sonny Boy Williamson.
A primeira turnê nacional de Canned Heat incluiu o histórico Monterey International Pop Festival. A turnê nacional foi suspensa brevemente devido a um busto de drogas em Denver. As prisões não incluíram Alan, que estava fora coletando folhas enquanto os outros membros da banda festejavam em seus quartos de motel com ou sem que eles soubessem, agentes de drogas secretos.
Este recuo na natureza não era incomum para Alan. Pode ter sido a sua timidez e estranheza social que o fez se sentir mais confortável quando cercado pela natureza, ou ler livros sobre botânica. Ele se sentia mal à vontade com o rock and roll estilo de vida, não sabendo como se relacionar com as mulheres como seus companheiros de banda tão facilmente. No final de 1967, o baterista Frank Cook foi substituído por Fito de la Parra, cuja afinidade com o blues seria essencial para o som "clássico" de Canned Heat. Esta formação gravou o seu terceiro álbum em 1968, Boogie With Canned Heat, e lançou um single contendo um incomum raga-like harmonica blues, "On the Road Again". Alan não só cantou as letras, mas tocou uma variedade de instrumentos, Várias faixas. Esta canção expressou seu interesse profundo na música indiana clássica. Muscologicamente, tem certas afinidades-chave com os blues pentatômicos, que Alan reconheceu e usou com bom efeito aqui.
Surpreendendo a todos e saindo como um sucesso no Texas antes de se espalhar em todo o país, "On the Road Again" atingiu o número 16 no Billboard Hot 100. No Reino Unido, alcançou o número 8 nas paradas de singles, prevendo a imensa popularidade do Canned Heat lá e na Europa. Esta foi uma conquista dado o som incomum de músicas em comparação com outras músicas populares da época.
Neste ponto, a perícia musical de Wilson estava guiando a direção musical do grupo. O álbum de 1969, Living the Blues, apresentou "Going Up Country", que alcançou o número 11 nas paradas de singles e se tornaria a música tema não oficial da trilha sonora do filme Woodstock Festival. Durante décadas, tem sido usado em trilhas sonoras de filmes, comerciais de televisão e outros meios de comunicação em todo o mundo, e para muitos representa a era "hippie" dos anos 1960. Outras músicas do álbum mostraram o interesse da banda pela experimentação e pela psicodelia.
O sucesso do sucesso "Going Up Country" e o desempenho anterior da banda no Festival Folclórico de Monterey, sem dúvida, garantiu o convite de Canned Heat para aparecer no Woodstock Festival em Bethel, Nova York, em agosto de 1969. Pouco antes do evento, O guitarrista Henry Vestine, cujas performances começaram a sofrer de abuso de drogas e álcool, deixou a banda e foi substituído por Harvey Mandel, um guitarrista de Chicago conhecido por sua abordagem inovadora para blues e rock influenciado pelo jazz. A era de Harvey Mandel da banda viu o lançamento do álbum Future Blues junto com turnês bem-sucedidos e lucrativos nos EUA, Reino Unido e Europa.

## Vida Pessoal e desligamento do Canned Heat
Alan tinha um amor especial pelas árvores e, agora que vivia na costa oeste, encontrou um paraíso virtual na terra nas antigas florestas de sequóias costeiras. Em 1969, Bob Hite deu-lhe um campista para o seu aniversário, sabendo como Alan iria para a floresta durante o seu tempo off tour. Ele costumava passar as noites fora em um saco de dormir, muitas vezes cozinhando seu jantar de arroz integral sobre um fogão portátil. Ele também tinha interesse em ioga, e era conhecido por praticar posições de ioga e exercícios de respiração com frequência, o que ele sentia melhorando sua harmônica. Apesar do sucesso comercial da banda, em nível pessoal, Alan Wilson estava sofrendo. Um indivíduo extremamente sensível, ele tinha sido muito propenso a depressão, e lutou para interagir com os outros em níveis sociais mundanos. Uma incapacidade de encontrar um parceiro romântico adequado também pesou sobre ele, e em várias ocasiões ele considerou deixar Canned Heat.

## Music Mountain
Para contribuir com algo para o mundo de uma natureza que ele amava, que ele viu cada vez mais ameaçada pela poluição e expansão urbana, Alan decidiu criar um fundo de conservação. Music Mountain, como era chamado, era uma organização para arrecadar dinheiro para a preservação da sequoia costeira, sua espécie de árvore favorita. As notas para o álbum Future Blues, escrito por Wilson, celebram a beleza da floresta de sequoias e suplicam ao leitor que contribua para a causa da Mountain Music.

## Retorno a Canned Heat
Quando o guitarrista Henry Vestine retornou à banda em 1970, Wilson começou a expressar pensamentos suicidas. Ele procurou ajuda através de um terapeuta, bem como tratamento de internação por um período em um hospital psiquiátrico. Embora ele foi tratado com alguns dos antidepressivos da época, ele também continuou a auto-medicar um problema de sono usando barbitúricos obtidos ilicitamente. Cumprindo um sonho de toda a vida para a banda, Canned Heat uniu-se com John Lee Hooker em maio de 1970 para gravar um álbum duplo. Isso também serviu como um esforço para envolver Wilson, proporcionando-lhe alguma satisfação musical e a realização de gravação com um de seus ídolos artísticos. O álbum resultante, Hooker N 'Heat, foi aclamado pela crítica.

## Morte
Em 2 de setembro de 1970, Canned Heat estava programado para sair em uma turnê europeia. Alan não apareceu no aeroporto, o que não despertou o alarme imediato porque ele muitas vezes tinha o costume de chegar atrasado e era desorganizado no passado. Desta vez, no entanto, ele não apareceu. Na manhã do dia seguinte, um grupo de amigos o encontrou morto no quintal de Bob Hite. Ele tinha 27 anos. A morte de Wilson veio apenas duas semanas antes da morte de Jimi Hendrix e quatro semanas antes da morte de Janis Joplin, dois artistas que também morreram com a mesma idade. Junto com seu talento e inteligência, Wilson tinha uma reputação de constrangimento social e introversão o que pode ter contribuído para a sua depressão.
O quintal da casa de Bob em Topanga Canyon tinha sido um dos assombrações regulares de Wilson quando a banda estava em Los Angeles, com uma encosta coberta de árvores e arbustos onde ele gostava de dormir. Foi lá que foi encontrado em seu saco de dormir. No bolso da calça estavam alguns dos barbitúricos que costumava usar para dormir. O médico legista de Los Angeles determinou sua morte por "intoxicação aguda acidental de barbitúricos". Alguns amigos próximos dele disseram que sua morte não foi acidental, lembrando sua recente depressão e hospitalização. Outros, como o médico legista, achavam que a evidência de um suicídio era insuficiente porque Alan não deixou nenhum bilhete e que as circunstâncias apontam para um trágico acidente.